# Bad König
Bad König est une municipalité allemande située dans le land de la Hesse et l'arrondissement de l'Odenwald.

## Personnalités liées à la ville
- Peter Sehr  (1951-2013), réalisateur.